# Notocolpodes obtusidens
Notocolpodes obtusidens is een keversoort uit de familie van de loopkevers (Carabidae). De wetenschappelijke naam van de soort werd voor het eerst geldig gepubliceerd in 1897 door Charles Alluaud.